# やがて海へと届く
『やがて海へと届く』（やがてうみへととどく）は、彩瀬まるによる日本の小説。2016年2月3日に講談社から刊行されたのち、2019年2月15日に文庫化された。
東日本大震災の前日に消息を絶った友人の行方と、彼女の秘密を探す旅に出た女性の人間模様を描く。
作者の彩瀬は一人旅の途中で東日本大震災に被災しており、2012年に震災時の混乱を描いたノンフィクション『暗い夜、星を数えて　3・11被災鉄道からの脱出』を著している。

## 登場人物
真奈
本作の主人公。ホテルのダイニングバーで働く女性。
すみれ
真奈の親友。3年前、息抜きをするために外に出たまま消息を絶つ。
遠野敦
すみれの元恋人。消息を絶ったすみれと暮らしていた部屋を引き払い、荷物を処分しようとする。

## 書誌情報
- 彩瀬まる『やがて海へと届く』
  - 単行本：2016年2月03日発売、講談社、ISBN 978-4-06-219925-4
  - 文庫本：2019年2月15日発売、講談社文庫、ISBN 978-4-06-514528-9

## 映画
2022年4月1日に公開された。監督・脚本は中川龍太郎、主演は岸井ゆきの。PG12指定。

### キャスト
湖谷真奈
演 - 岸井ゆきの
主人公。親友・すみれの死を受け入れられずにいる。
卯木すみれ
演 - 浜辺美波
真奈の親友。不思議な魅力を持つ。突然消息を絶ってしまう。
遠野敦
演-杉野遥亮
すみれの恋人。
国木田聡一
演 - 中崎敏
真奈の勤務する店のコック長。
卯木志都香
演 - 鶴田真由
すみれの母。
伊藤祥栄
演 - 中嶋朋子
東北で民宿を営む。
伊藤羽純
演 - 新谷ゆづみ
祥栄の娘。
楢原文徳
演 - 光石研
真奈の勤務する店の店長。
- 池田良
- 北川あきえ子
- 東龍之介
- 中田絢千
- 池田航
- 加瀬未来
- 野田美桜
- 三村和敬
- 小林萌夏

### スタッフ
- 原作：彩瀬まる『やがて海へと届く』（講談社文庫）
- 監督・脚本：中川龍太郎
- 脚本：梅原英司
- 音楽：小瀬村晶
- アニメーション挿入曲 / エンディング曲：加藤久貴
- エグゼクティブ・プロデューサー：和田丈嗣、小林智
- プロデューサー：小川真司、伊藤整
- ラインプロデューサー：保中良介
- 音楽プロデューサー：北原京子
- 撮影：大内泰
- 照明：神野宏賢
- 録音：西正義
- 美術：松永桂子
- 装飾：岩本智弘
- 助監督：松倉大夏
- 制作担当：後藤一郎
- スタイリスト：篠塚奈美
- ヘアメイク：新井はるか
- 編集 / 本編集：田巻源太
- 音響効果：柴崎憲治
- アニメーション監督：久保雄太郎、米谷聡美
- 助成：文化庁文化芸術振興費補助金（映画創造活動支援事業）独立行政法人日本芸術文化振興会
- 配給：ビターズ・エンド
- 制作プロダクション：Tokyo New Cinema
- アニメーション制作：WIT STUDIO
- 製作幹事：ひかりTV、WIT STUDIO
- 製作：映画「やがて海へと届く」製作委員会（ひかりTV、WIT STUDIO、ビターズ・エンド、日活、ローソンエンタテインメント、Tokyo New Cinema、Filmarks）